# Recoules-Prévinquières
Recoules-Prévinquières ist eine Ortschaft und eine ehemalige französische Gemeinde mit 462 Einwohnern (Stand 1. Januar 2022) im Département Aveyron in der Region Okzitanien. Sie gehörte zum Arrondissement Rodez und zum Kanton Tarn et Causses.
Mit Wirkung vom 1. Januar 2016 wurden die früheren Gemeinden Sévérac-le-Château, Buzeins, Lapanouse, Lavernhe, und Recoules-Prévinquières zu einer Commune nouvelle mit dem Namen Sévérac d’Aveyron zusammengelegt und haben in der neuen Gemeinde den Status einer Commune déléguée inne. Der Verwaltungssitz befindet sich im Ort Sévérac-le-Château.
Nachbarorte sind Gaillac-d’Aveyron im Nordwesten, Buzeins im Norden, Lapanouse im Nordosten, Lavernhe im Südosten, Vézins-de-Lévézou im Südwesten und Ségur (Berührungspunkt).

## Bevölkerungsentwicklung
| Jahr      | 1962 | 1968 | 1975 | 1982 | 1990 | 1999 | 2008 | 2015 |
| --------- | ---- | ---- | ---- | ---- | ---- | ---- | ---- | ---- |
| Einwohner | 582  | 510  | 503  | 418  | 444  | 428  | 465  | 508  |

## Sehenswürdigkeiten
- Schloss Recoules, seit 2001 als Monument historique ausgewiesen
- Schloss Méjanel, seit 1991 Monument historique

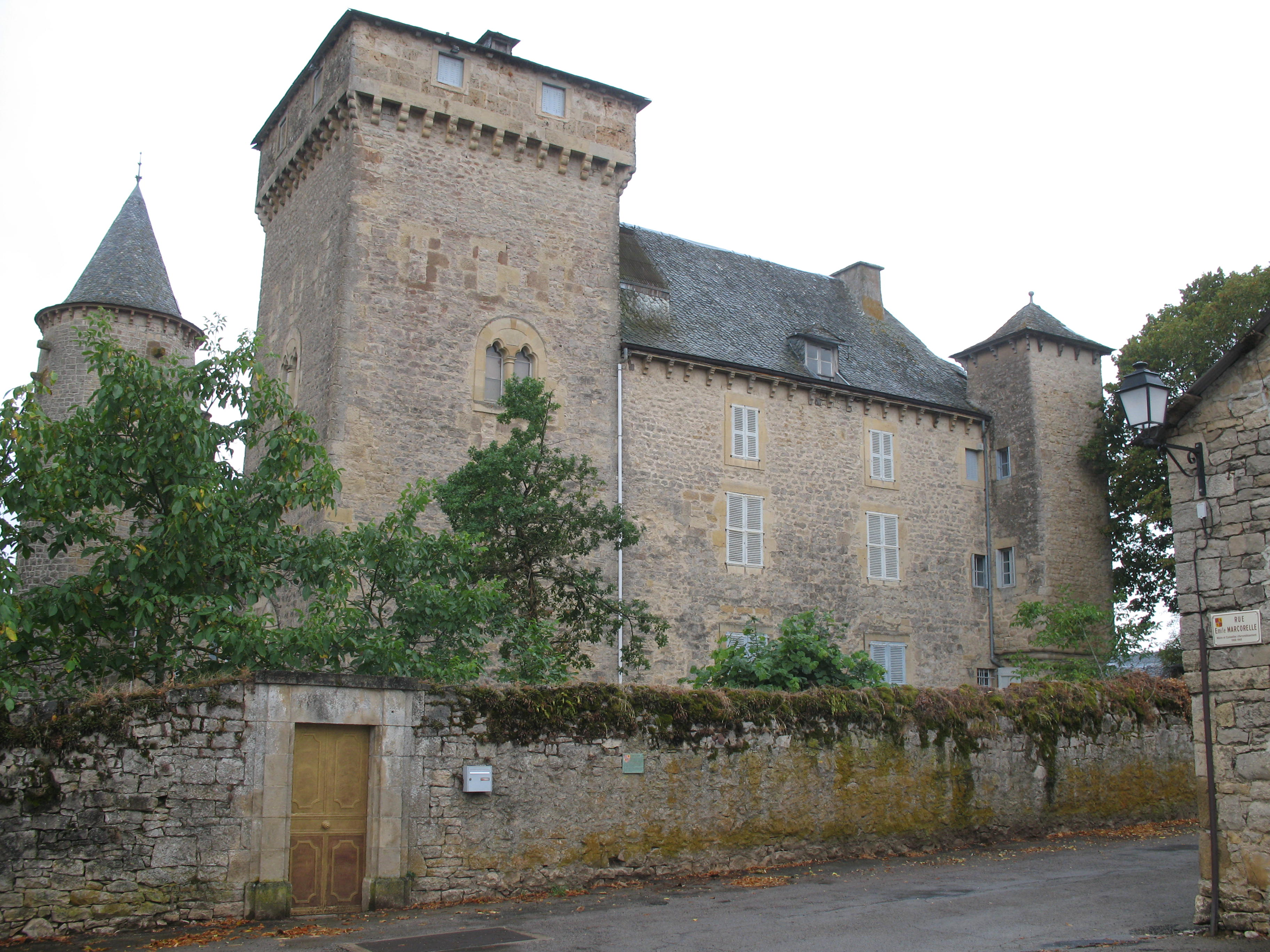
Schloss Recoules
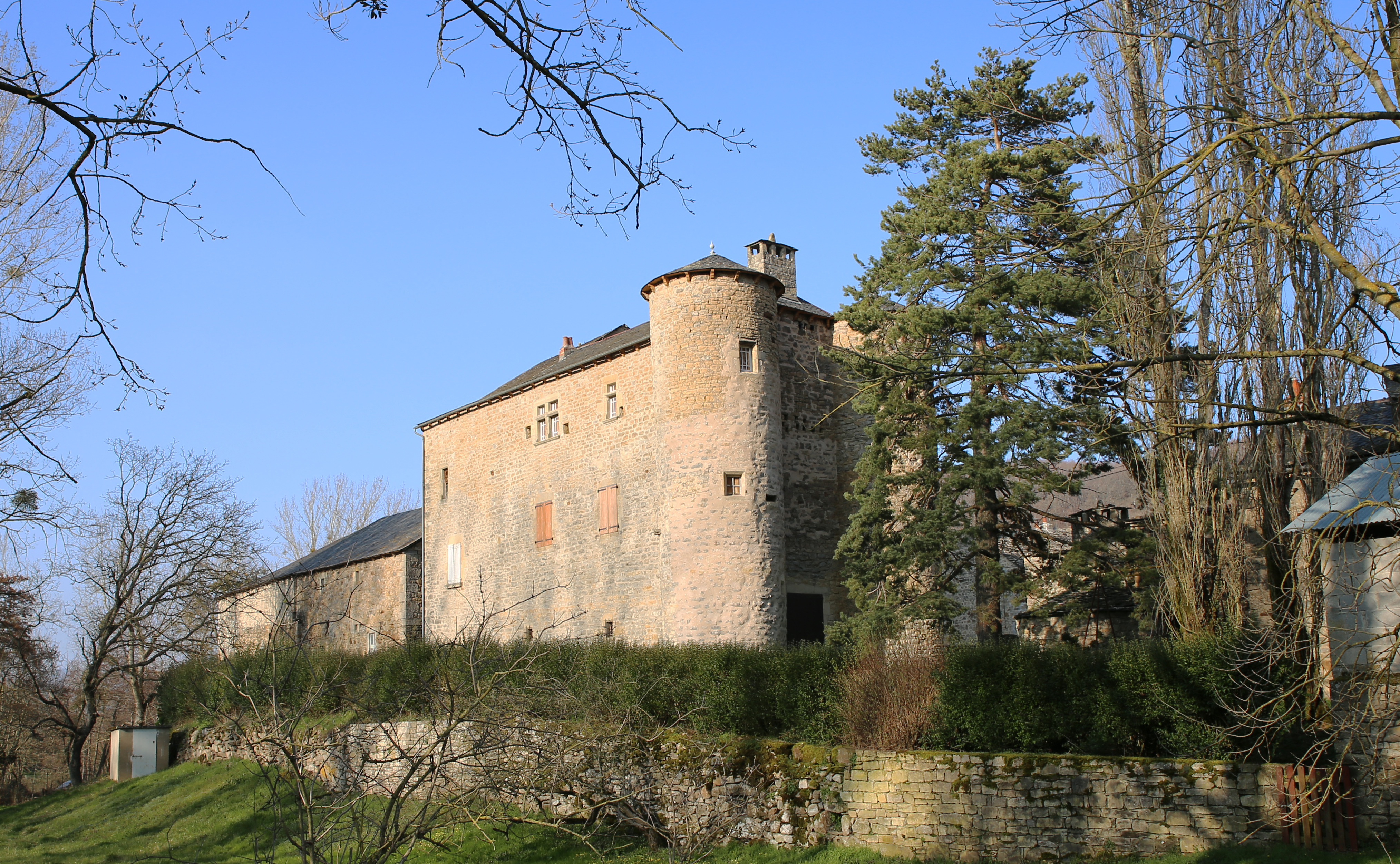
Schloss Méjanel